# Золотарівська сільська рада (Кобеляцький район)
Золотарівська сільська рада — колишній орган місцевого самоврядування у Кобеляцькому районі Полтавської області з центром у c. Золотарівка.

## Населені пункти
Сільраді були підпорядковані населені пункти:
- c. Золотарівка
- с. Галагурівка
- с. Ганжівка
- с. Мідянівка